# Èutiques de Constantinoble
|  | No s'ha de confondre amb Eutiqui de Constantinoble. |

Èutiques (grec antic: Εὐτυχής, llatí: Eutyches) fou un prevere i abat de Constantinoble del segle v que va encapçalar el patit oposat a Nestori. Nestori predicava que hi havia en Crist dues persones o substàncies, una de divina (Λόγος) i una d'humana (Jesús), amb un únic aspecte i unides no per naturalesa sinó per voluntat. Èutiques preconitzava que només hi havia una natura i que era la divina i mai havia tingut natura humana. Les tesis d'Èutiques foren populars a Alexandria, mentre les de Nestori foren condemnades.
Èutiques fou advertit dels seus errors teològics pel bisbe Eusebi de Dorilèon i fou denunciat com herètic, i es va convocar un sínode sota la presidència de Flavià, bisbe de Constantinoble, on les tesis d'Èutiques foren rebutjades. Però Crisafi, un eunuc cap dels camarlencs de la cort, pròxim de Diòscor d'Alexandria, patriarca d'Alexandria i amic d'Èutiques, va aconseguir que l'emperador Teodosi II es declarés oposat a la decisió del sínode i convoqués un concili general a Efes el 449, presidit per Diòscor d'Alexandria. Aquest concili (conegut pel Lladronici d'Efes o λῃστρικὴ σύνοδος) estava ple de partidaris d'Èutiques, i les tesis de Nestori i les tesis intermèdies van fallir, cosa que va representar una victòria de l'església d'Alexandria.
Els derrotats van apel·lar al Papa Lleó I el Gran (que havia enviat al concili com a delegat a Juli, bisbe de Putèols, i tres llegats més). Llavors, a la mort de l'emperador Teodosi el 450, el va succeir Marcià, que es casà amb la germana de Teodosi, Pulquèria. Amb Marcià i Pulquèria, Crisafi caigué en desgràcia, i es convocà un nou concili a Calcedònia el 451 amb presència de 630 bisbes, on Èutiques i Diòscor foren condemnats i la doctrina d'una persona i dues natures finalment acceptada.
Lleó I el Gran va demanar el desterrament d'Èutiques, però no se sap si es va produir, atès que no torna a ser esmentat. Els seguidors d'Èutiques, amb el nom de monofisites o eutiquians, van continuar torbant força temps la vida eclesiàstica i al segle vi van guanyar molts adeptes sota Jacob Baradeu, bisbe d'Edessa (mort 588), pel qual foren anomenats jacobites. Les esglésies copta i armènia corresponen a la doctrina eutiquiana o jacobita.